# Edvi Illés Aladár (festő)
Edvi Illés Aladár (Pest, 1870. május 25. – Budapest, 1958. június 1.) festő, grafikus, főiskolai tanár, Munkácsy-díjas (1952), érdemes művész (1958).

## Pályafutása

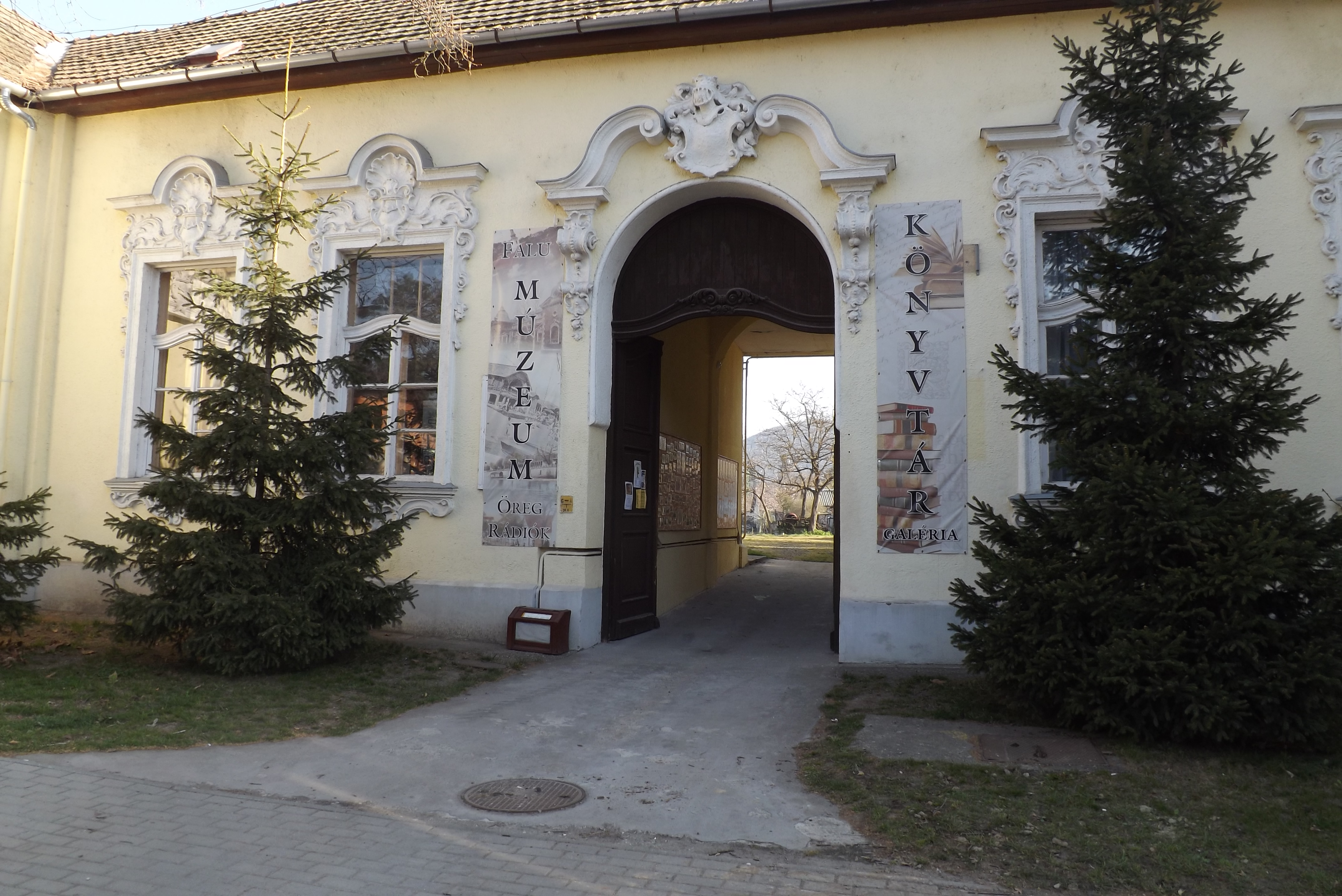
Edvi Illés Aladár egykori villája Verőcén, melyben ma a helytörténeti múzeum és a könyvtár működik

A Vas vármegyei eredetű régi nemes Edvi Illés (Koltai és Edvi) család Pest megyei ágából származott. Tanulmányait a budapesti mintarajziskolában kezdte 1888 és 1893 között Greguss Jánosnál és Székely Bertalannál, majd 1893–tól 1895-ig a párizsi Julian Akadémián tanult, ezt követően pedig Londonban tanulmányozta az angol vízfestészetet. 1903-tól 1935-ig oktatott a Képzőművészeti Főiskolán. Képeivel 1891-től rendszeresen szerepelt a Műcsarnokban. 1916-ban a kis állami aranyérmet nyert a Műcsarnokban, majd 1925-ben pedig Delelő ökrök című festményével elnyerte a Pállik-díjat. Belföldi és külföldi sikereit elsősorban gondosan kidolgozott akvarelljeinek köszönhette, művei közül többen is felfedezhetők angliai, olaszországi, törökországi, erdélyi és hollandiai utazási élményeinek hatása. Dolgozott a nagybányai, a kecskeméti, a szentendrei és a budapesti művésztelepeken is. Malonyay Dezső A magyar nép művészete című munkájának I. kötetét (1903–04), valamint Mikes Kelemen leveleinek díszkiadását (1905–6) is az ő illusztrációi díszítik. A Magyar Nemzeti Galériában láthatóak a következő képei: Őszutó; Vihar előtt, Tehén az istállóban, Igás lovak, Pihenő. Munkái többnyire posztimpresszionista jellegű tájképek és csendéletek.

## Kitüntetések
- 1909: müncheni nemzetközi kiállítás aranyérme;
- 1929: barcelonai kiállítás ezüstérme;
- 1939: Képzőművészeti Társulat aranyérme;
- 1952: Munkácsy-díj.

## Egyéni kiállítások
- 1957 • De Waag Képzőművészeti Szalon, Haarlem (NL)
- 1958 • Gyűjteményes kiáll. [Karády Etellel], Nemzeti Szalon, Budapest (kat.)
- 1997 • Budatétényi Galéria, Budapest (kat.).

## Válogatott csoportos kiállítások
- 1948 • Képzőművészek a bányákról, az üzemekről, az újjáépítésről, Magyar Képzőművészek Szabadszervezete Kiállítóhelyiségei • Szinyei Társaság Kiállítása, Budapest
- 1950 • 1. Magyar Képzőművészeti kiállítás, Műcsarnok, Budapest
- 1951 • 2. Magyar Képzőművészeti kiállítás, Műcsarnok, Budapest
- 1953 • 3. Magyar Képzőművészeti kiállítás, Műcsarnok, Budapest
- 1954 • Fényes Adolf Terem • 4. Magyar Képzőművészeti kiállítás, Műcsarnok, Budapest
- 1967 • Magyar festők Itáliában, Magyar Nemzeti Galéria, Budapest • Moszkva-Taskent • Debrecen
- 1969 • Benczúrtól napjainkig, Megyei Művelődési Központ, Nyíregyháza
- 1974 • Nyíregyháza
- 1975 • Bécs-Graz • Szolnok
- 1977 • Szolnok
- 1980 • Csákvár (YU)
- 1984 • Szentes.

## Művek közgyűjteményekben

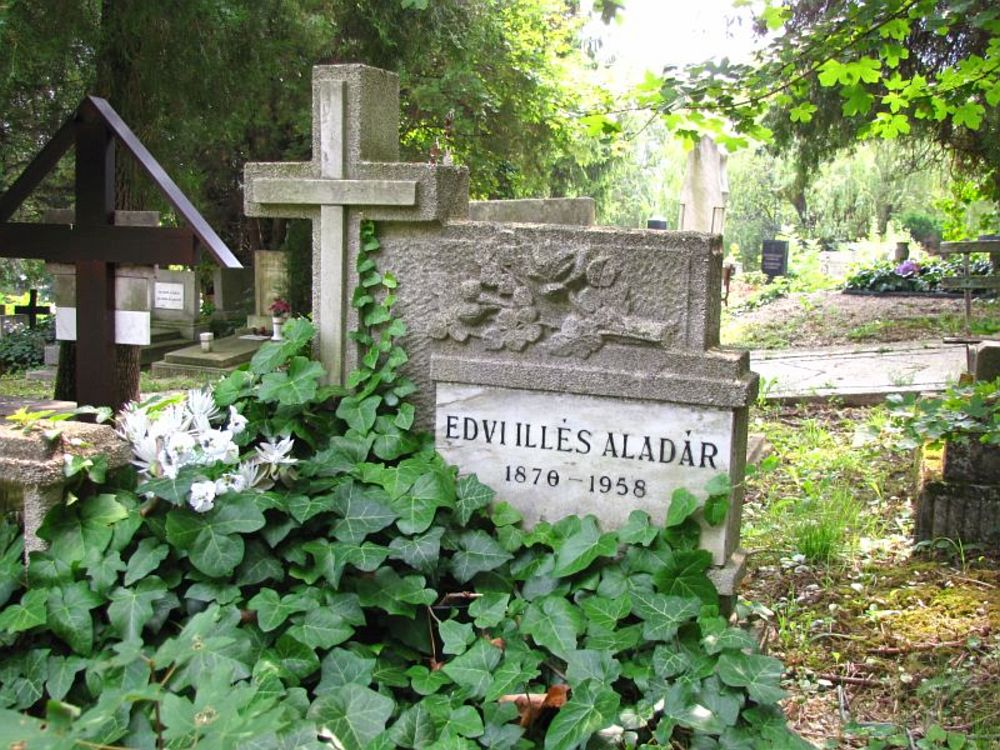
Sírja a Farkasréti temetőben (25/I-1-50)

- Magyar Nemzeti Galéria, Budapest
- Szombathelyi Képtár, Szombathely